# Melanaspis araucariae
Melanaspis araucariae är en insektsart som beskrevs av Ernest Lepage 1942. Melanaspis araucariae ingår i släktet Melanaspis och familjen pansarsköldlöss. Inga underarter finns listade i Catalogue of Life.